# الرحالة (فركلة العليا)
الرحالة هي إحدى مشيخات المملكة المغربية، تتبع جغرافيا لإقليم الرشيدية وإداريًا لفركلة العليا. يقدر عدد سكانها بـ 4497 نسمة حسب الإحصاء الرسمي للسكان والسكنى لسنة 2004.